# Nutrien
Nutrien ist ein kanadisches Bergbauunternehmen und der weltweit größte Produzent von Kalidünger,
sowie der zweitgrößte Hersteller von Stickstoffdünger.
Das Unternehmen entstand 2018 durch die Fusion der beiden kanadischen Düngemittelproduzenten Potash Corporation of Saskatchewan und Agrium und hat seinen Hauptsitz in Saskatoon, der von PotashCorp übernommen wurde. Nutrien vereinigt nach eigenen Angaben 63 %  der gesamten nordamerikanischen Produktionskapazität für Kalisalz auf sich. Bei Phosphat liegt dieser Anteil bei 25 %, für Ammoniak bei 22 % und für Harnstoff bei 21 %. Nutrien hält 50 % der Anteile an Canpotex, die andere Hälfte gehört Mosaic. Nutrien ist an der Toronto Stock Exchange (TSX) unter dem Kürzel NTR gelistet und gehört sowohl dem S&P/TSX 60, der die 60 größten Unternehmen Kanadas abbildet, als auch dem breiteren S&P/TSX Composite Index an; zudem wird die Aktie unter dem gleichen Kürzel an der New York Stock Exchange (NYSE) gehandelt.